# Distrikt Braga
Distrikt Braga (portugalsky Distrito de Braga) je distrikt na severozápadě Portugalska. Největším městem je Braga. Na severu sousedí s distriktem Viana do Castelona, na východě s distriktem Vila Real, na severovýchodě se španělským autonomním společenstvím Galicie a na jihu s distriktem Porto. Rozloha činí 2 673 km², počet obyvatel je 831 368.

## Obce
Distrikt se skládá z těchto 14 obcí:
- Amares
- Barcelos
- Braga
- Cabeceiras de Basto
- Celorico de Basto
- Esposende
- Fafe
- Guimarães
- Póvoa de Lanhoso
- Terras de Bouro
- Vieira do Minho
- Vila Nova de Famalicão
- Vila Verde
- Vizela